# Ringkogel (Göstlinger Alpen)
Der Ringkogel ist ein 1668 m ü. A. hoher Berg in den Göstlinger Alpen im niederösterreichisch-Steirischen Grenzgebiet.
Der zwischen Göstling an der Ybbs und Wildalpen östlich des Hochkars (1808 m ü. A.) gelegene Berg bietet einen spektakulären Ausblick nach Süden zum Hochschwab und in das Tal der nördlich vorbeifließenden Salza mit ihren Nebentälern. Der Berg, der nach Süden hin steil abfällt, kann nur von Norden her erschlossen werden, wo gleich mehrere Wanderwege auf den Kamm zwischen Hochkar und Hochkirch (1468 m ü. A.) führen.